# Gibson ES-150
La Gibson ES-150 es un modelo de guitarra del fabricante estadounidense Gibson Guitar Corporation, que se produjo entre 1936 y 1956. Cuando se lanzó, fue una de las primeras guitarras llamativas en estar equipada con una pastilla electromagnética, para la amplificación del sonido a través de un amplificador de guitarra eléctrica. 
Es generalmente reconocida como la primera guitarra eléctrica española del mundo comercialmente exitosa. El "ES" significa Electric Spanish, y Gibson la designó "150" porque la tasaron (en un paquete de instrumento / amplificador / cable) en alrededor de $150 dólares.

## Historia
La ES-150 fue desarrollada y lanzada al mercado en asociación con dos compañías minoristas estadounidenses, Montgomery Ward y Spiegel, May, Stern and Co. líderes de la venta por catálogo de la época. Fue precedido por Gibson agregando pastillas piezo auxiliares a sus guitarras acústicas regulares. La compañía había desarrollado una pastilla electromagnética en 1935 (la ahora famosa "pastilla de barra", llamada así por su forma), que inicialmente se instaló de fábrica solo en los modelos de guitarras lap steel (EH), luego se ofreció como accesorio y finalmente se instaló en guitarras acústicas (modelos L-00 y L-1).
Estas guitarras electrificadas tuvieron tanto éxito que en el verano de 1936, Montgomery Ward y Spiegel sugirieron que Gibson construyera lo que se convirtió en el "modelo ES". Montgomery Ward fueron los primeros en ponerla a la venta, como su "modelo 1270". Tenía pastilla de barra Gibson (aunque con bobinas redondeadas, a diferencia de la pastilla hexagonal que Gibson instaló más tarde en sus propios modelos de fábrica) y un control de volumen (sin control de tono); al igual que el "modelo 34-S" de Spiegel (anunciado por primera vez en 1937) ambas guitarras carecían de cualquier identificación de Gibson. Spiegel recibió 42 de estos instrumentos entre enero y agosto de 1937 antes de eliminarlos de su catálogo. El contrato con Montgomery Ward duró hasta 1940, y Gibson fabricó aproximadamente 900 instrumentos con la designación 1270.
La "propia" ES-150 de Gibson, un "modelo ES más sofisticado" en comparación con los modelos Ward y Spiegel, tuvo cambios menores con respecto a los modelos contract, como una tapa de abeto macizo tallado, parte trasera y costados de arce y una barra de armadura ajustable . Enviaron la primera guitarra a Bailey's House of Music el 20 de noviembre de 1936. El instrumento se vendió por 155 dólares, incluido el cable, el amplificador de seis tubos y la caja. La ubicación de la pastilla, más cerca del mástil del instrumento que en las guitarras de acero EH de Gibson y en las guitarras de otros fabricantes, produjo un tono más cálido y menos "agudo" que se adaptaba bien al instrumento para jazz y blues. En 1937, el año pico de este modelo, Gibson llegó a enviar un promedio de cuarenta guitarras al mes. A principios de 1937, Gibson comenzó a comercializar dos versiones de cuatro cuerdas: una guitarra tenor (la EST-150, con una escala de 23 ", renombrada como ETG-150 en 1940) y una versión de púa (la EPG-150, con una escala de 27" escala). Los primeros guitarristas conocidos en usarla incluyeron a Eddie Durham, Floyd Smith y, el más famoso de ellos, Charlie Christian, que compró una ES-150 en 1936. Su incorporación al Sexteto de Benny Goodman en agosto de 1939 le dio a la ES-150 "un estatus casi mítico" (con la ayuda de un artículo en la edición de diciembre de ese año de la prestigiosa revista de jazz Down Beat).
Gibson introdujo dos nuevas variantes en agosto de 1938: la ES-100 más barata (con un cuerpo más pequeño y una pastilla diferente), y una versión de lujo, la ES-250 (con un clavijero diferente, incrustaciones más elegantes y una pastilla con piezas polares individuales en su lugar de una barra). Cada una con su estuche y amplificador, el modelo ES-100 se vendió por $ 117.50 y el ES-250 comenzó en $ 253.
Para 1940, las ventas se habían desplomado y Gibson mejoró el modelo, cambiando a pastillas con imanes de alnico, el precursor de la pastilla P-90 , que todavía está en producción. Instalaron las nuevas pastillas en todos sus modelos eléctricos, a partir de julio de 1940, cambiando el nombre de ES-100 y 250 a ES-125 y ES-300). En la ES-150, Gibson movió la pastilla (con polos individuales ajustables) más cerca del puente para conseguir un sonido más "penetrante" de los solos. Gibson todavía instaló camionetas tipo barra a pedido en modelos posteriores a 1940 para Hank Garland , Barry Galbraith y Barney Kessel. Gibson re-introdujo formalmente la pastilla de barra en 1958 como una opción de $ 60, y la anunció con la pregunta: "¿Recuerda la pastilla de barra recta que se hizo famosa por Charlie Christian?"